# Simon Cameron House
Simon Cameron House, také známý jako John Harris Mansion a Harris-Cameron Mansion, je historická budova v Harrisburgu v Pensylvánii. Je umístěn v historické části Harrisburgu na Front Street.
Objekt je jednou z nejstarších budov v Harrisburgu a prošel řadou významných renovací; postaven byl už v roce 1766. Nechal ho postavit John Harris jr., syn evropského osadníka. Dům a vybavení byly v roce 1941 darovány Historical Society of Dauphin County. Je přístupný v rámci prohlídek.
V roce 1973 byl objekt zařazen do National Register of Historic Places a roku 1975 do National Historic Landmark.